# 什托蔡姆
什托蔡姆（法語：Stotzheim，法語發音：[ʃtɔtsaim]）是法国下莱茵省的一个市镇，属于塞莱斯塔-埃尔什泰因区。

## 地理
什托蔡姆（48°22'47"N, 7°29'29"E）面积13.61 平方千米，位于法国大東部大區下莱茵省，该省份为法国大陆部分最东部的省份，是阿尔萨斯的一部分，今与上莱茵省组成了阿尔萨斯欧洲集体，其南至上莱茵省，西南接孚日省和默尔特-摩泽尔省，西接摩泽尔省，北与德国接壤，东侧沿莱茵河与德国相望。
与什托蔡姆接壤的市镇（或旧市镇、城区）包括：埃普菲格、于特奈姆、凯尔特兹弗尔、圣皮埃尔、塞尔梅尔桑、泽尔维莱。
什托蔡姆的时区为UTC+01:00、UTC+02:00（夏令时）。

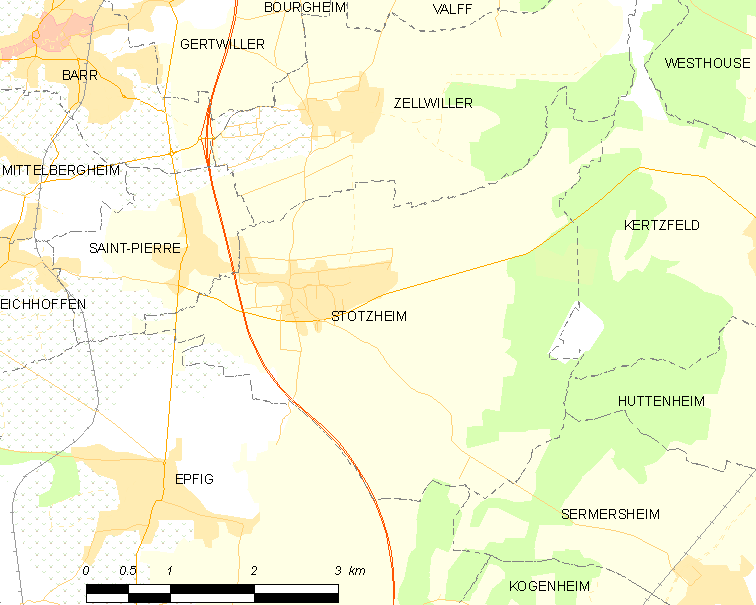
什托蔡姆的OSM定位图

## 行政
什托蔡姆的邮政编码为67140，INSEE市镇编码为67481。

## 政治
什托蔡姆所属的省级选区为奥贝奈县。

## 人口

1962-2008年间什托蔡姆人口变化图示

什托蔡姆于2022年1月1日时的人口数量为1105人。